# Albert Brenninkmeijer
Albert Alphons Ludgerus Brenninkmeijer (Neuilly-sur-Seine (Hauts-de-Seine, Fr.), 16 mei 1974) is een aangetrouwd lid van de Nederlandse koninklijke familie.

## Levensloop
Brenninkmeijer komt uit de familie Brenninkmeijer; eigenaren van het internationale kledingwarenhuis C&A. Hij studeerde economie aan de Universiteit van Edinburgh in Schotland en behaalde zijn MBA aan de Universiteit van Oxford in Engeland. Brenninkmeijer is in Parijs werkzaam als directielid bij C&A-Frankrijk.

### Privé
Brenninkmeijer is een zoon van Alphons Ludgerus Brenninkmeijer en Caecilia Petronilla Maria Duwaer. Hij trouwde in 2012 met prinses Carolina de Bourbon de Parme, de dochter van prinses Irene van Lippe-Biesterfeld. Uit het huwelijk werd in 2014 een dochter en in 2015 een zoon geboren.